# 이연수 (1954년)
이연수(1954년 5월 13일 ~ )는 대한민국의 정치인이다. 제9대 시흥시장을 역임했다.

## 뇌물수수
2007년 11월, 이연수는 직무와 관련해서 뇌물을 받은 혐의로 검찰에 구속되었다. 1심에서 징역 4년이 선고되었다.
2008년 10월 10일 항소심 재판부는 원심 판결을 파기하고 이연수에게 특정범죄가중처벌등에관한법률위반(뇌물) 혐의로 징역 3년 6월을 선고하였다.
대법원에서도 징역 3년 6개월을 선고받아서 시장직을 상실했다.

## 역대 선거 결과
| 실시년도 | 선거      | 대수 | 직책 | 선거구      | 정당     | 득표수   | 득표율          | 순위 | 당락 | 비고 |
| -------- | --------- | ---- | ---- | ----------- | -------- | -------- | --------------- | ---- | ---- | ---- |
| 2006년   | 지방 선거 | 9대  | 시장 | 경기 시흥시 | 한나라당 | 53,786표 | \| \| 49.67% \| | 1위  |      | 초선 |
|          | 49.67%    |      |      |             |          |          |                 |      |      |      |